# Àcid silícic

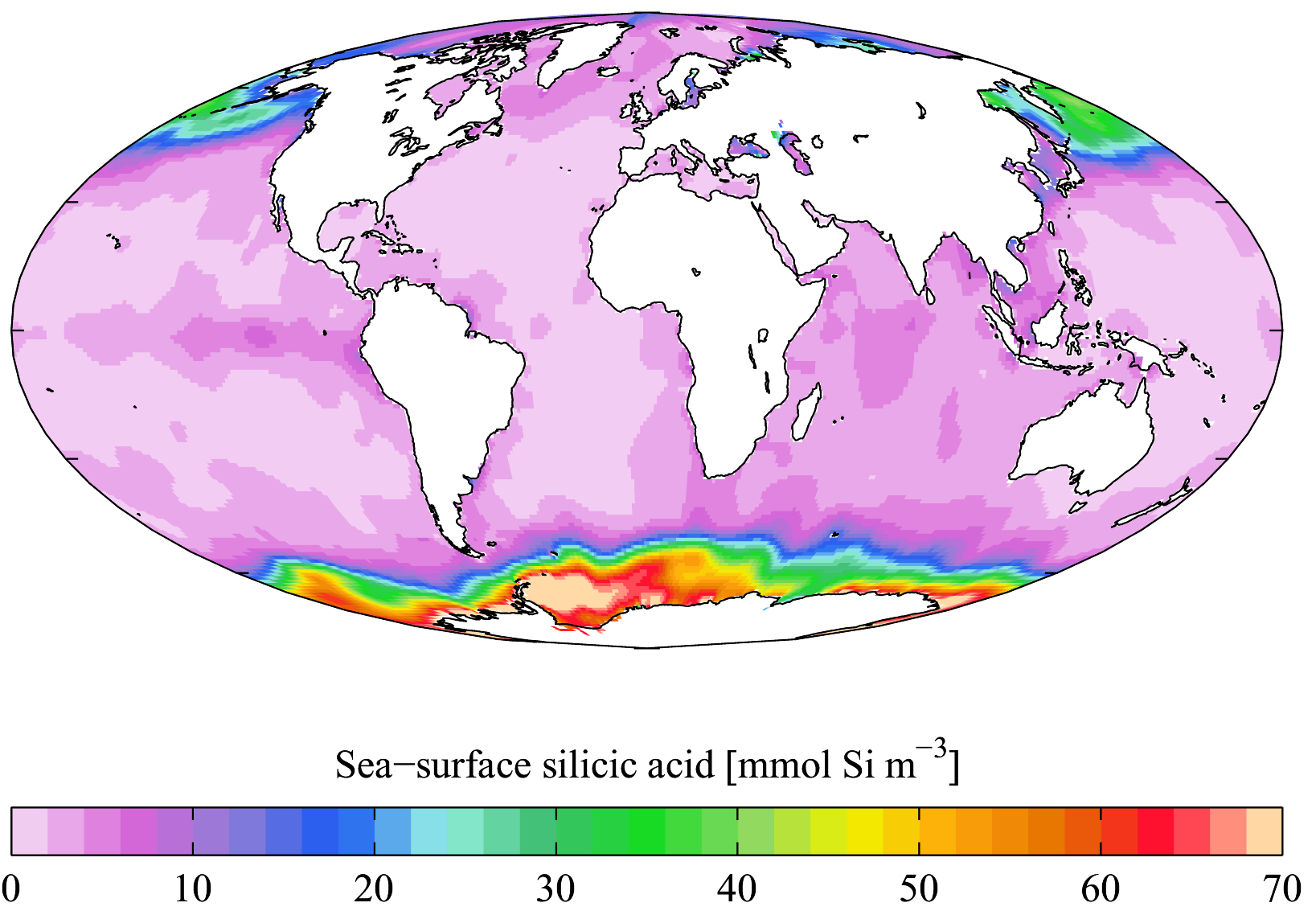
Mitjana anual d'àcid silícic en els oceans. Dades de World Ocean Atlas.

Àcid silícic és el nom general per una família de compostos químics dels elements silici, hidrogen i oxigen, amb la fórmula general [SiOx(OH)4-2x]n. Alguns àcids silícis simples han estat identificats en solucions aquoses molt diluïdes, com a àcid metasilícic (H₂SiO₃), àcid ortosilícic (H₄SiO₄, pKa1=9.84, pKa2=13.2 a 25 °C), àcid disilícic (H₂Si₂O₅), i àcid pirosilícic (H₆Si₂O₇); tanmateix en l'estat sòlid probablement aquests es condensen per a formar àcids silícis polimèrics d'estructura complexa.
Els àcids silícics es poden formar per acidificació de sals de silicats com el silicat de sodi en solució aquosa. Quan s'escalfen perden aigua i es forma gel de sílice.
En els oceans el silici existeix principalment en forma d'àcid ortosilícic (H₄SiO₄), i el seu cicle biogeoquímic el regules les algues diatomees.